# Attard
Attard (lub Ħ'Attard) – jedna z jednostek administracyjnych na Malcie. Mieszka tutaj 10 650 osób.

## Turystyka
Do najciekawszych zabytków w Attard należą:
- Pałac San Anton wraz z ogrodem San Anton's Garden, zajmowany przez długi czas przez brytyjskich gubernatorów, a od 1974 oficjalna siedziba prezydenta Malty.
- kościół parafialny z neoklasycystyczną fasadą, wzniesiony w 1613 przez Tommaso Dingliego, będący najcenniejszą renesansową budowlą sakralną na wyspie
- Akwedukt Wignacourta
- Villa Bologna – willa
- Kaplica św. Anny – kaplica
- Malta Aviation Museum – muzeum lotnictwa
- Ta’ Qali Stadium – stadion narodowy
- Park Narodowy Ta’ Qali – park narodowy

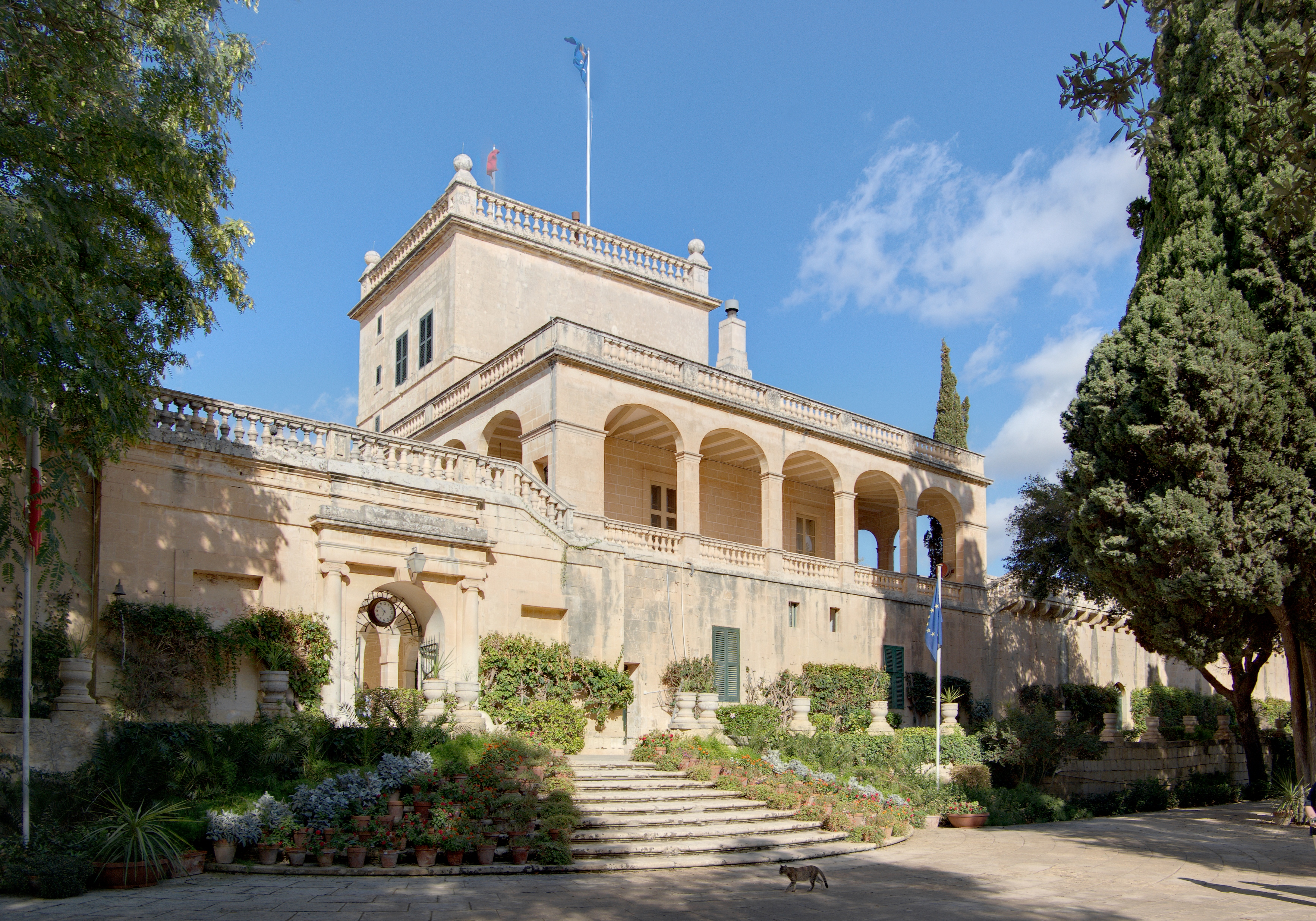
Pałac San Anton
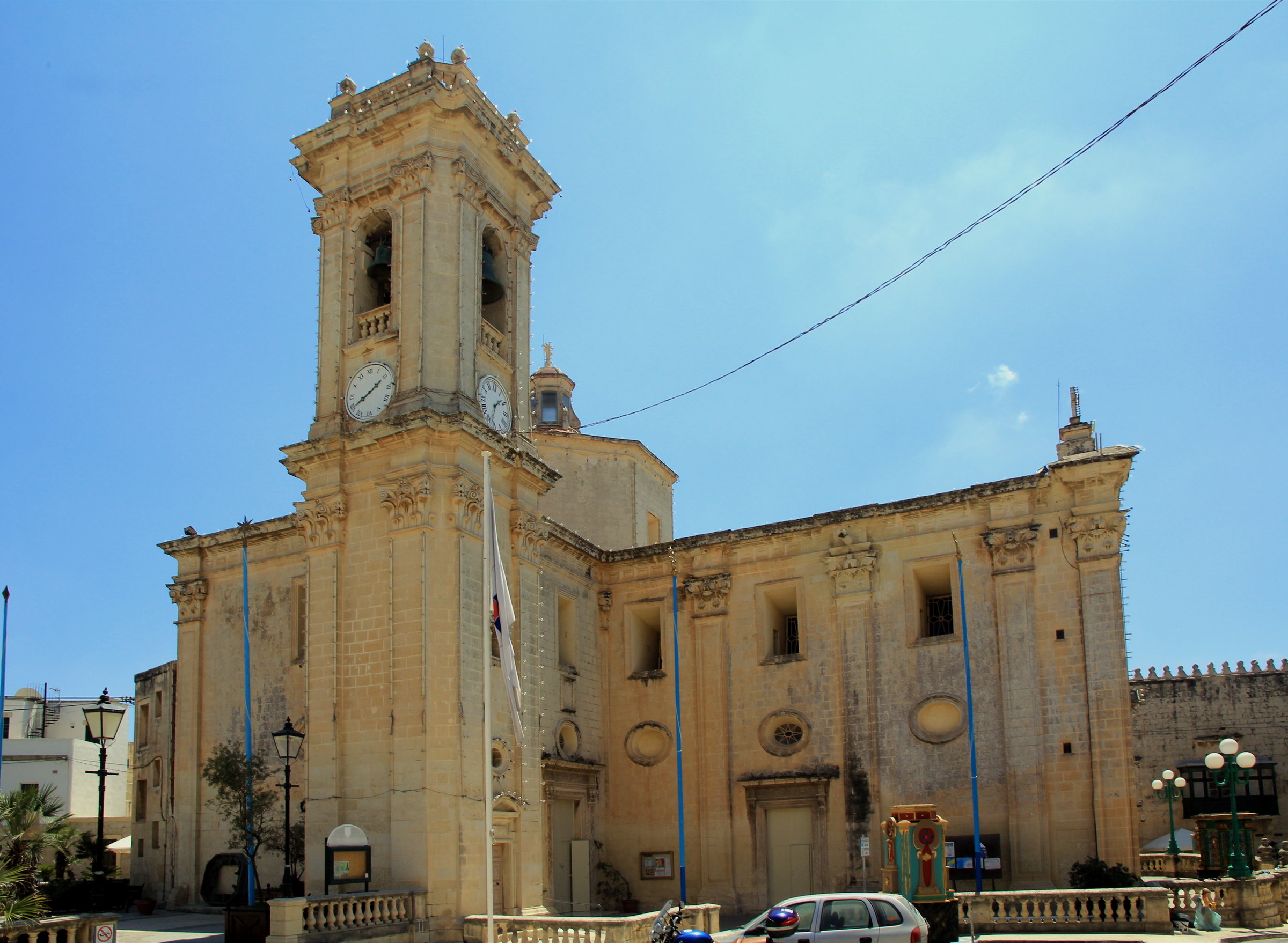
Kościół Wniebowzięcia Najświętszej Maryi Panny
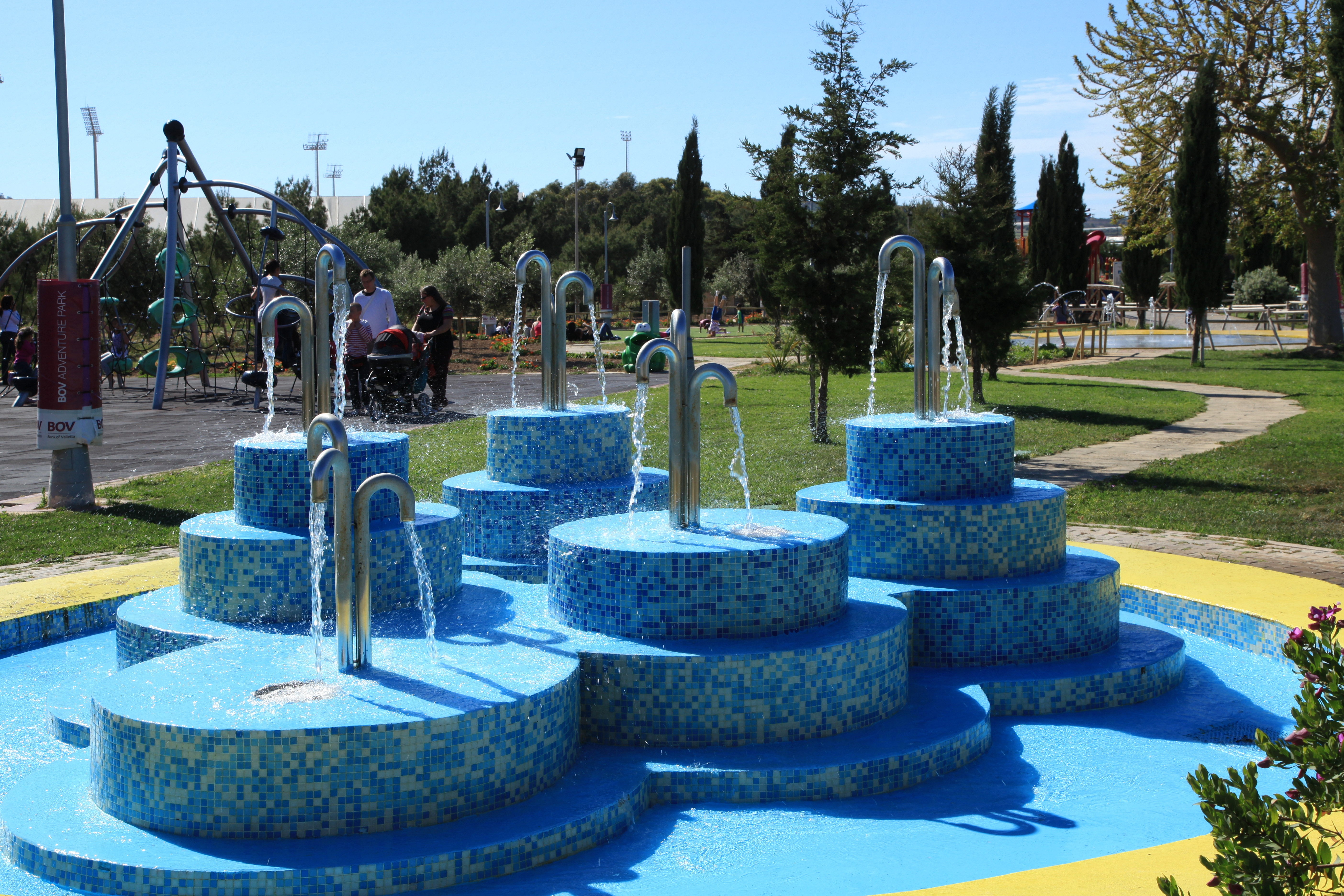
BOV Adventure Park
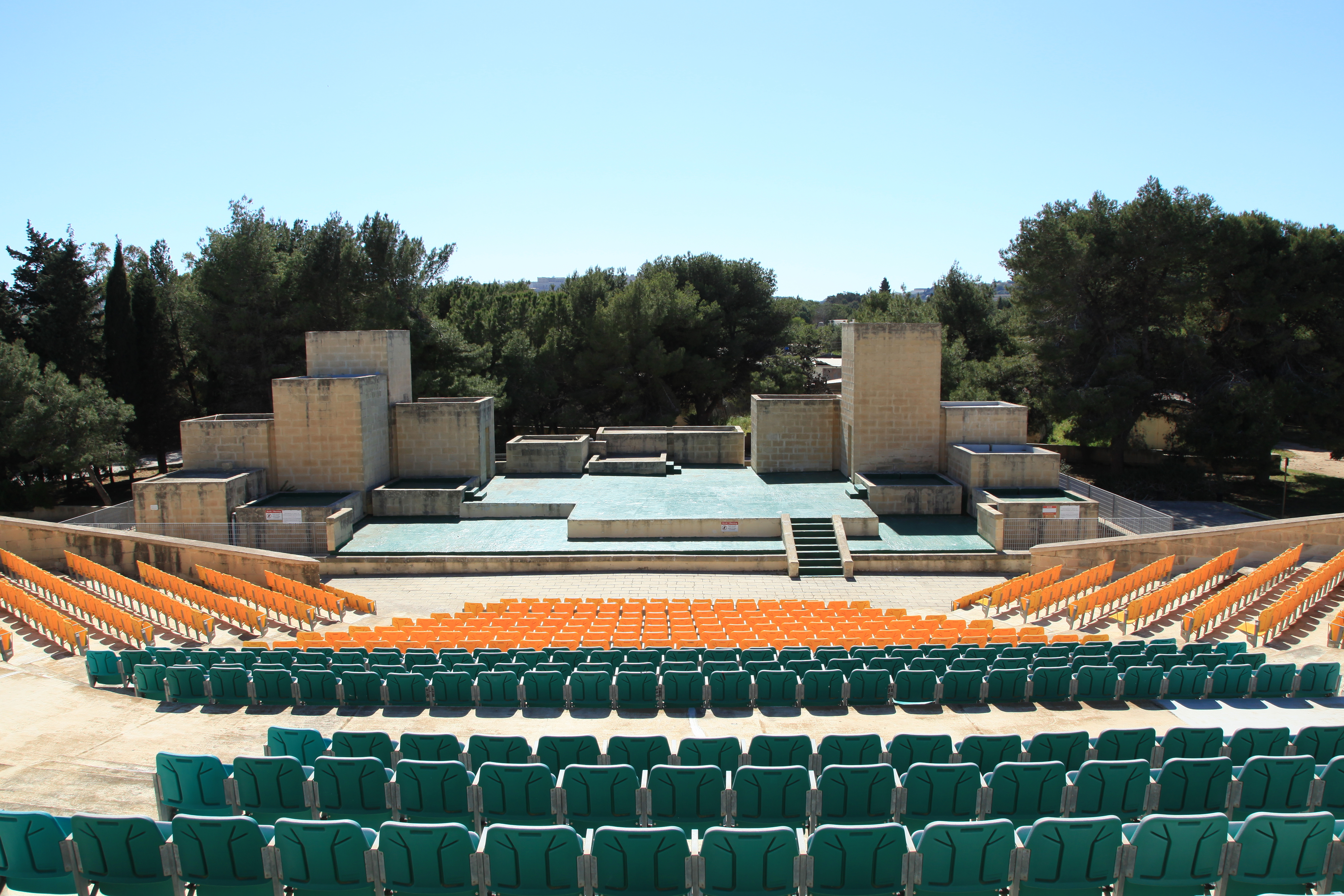
Amfiteatr
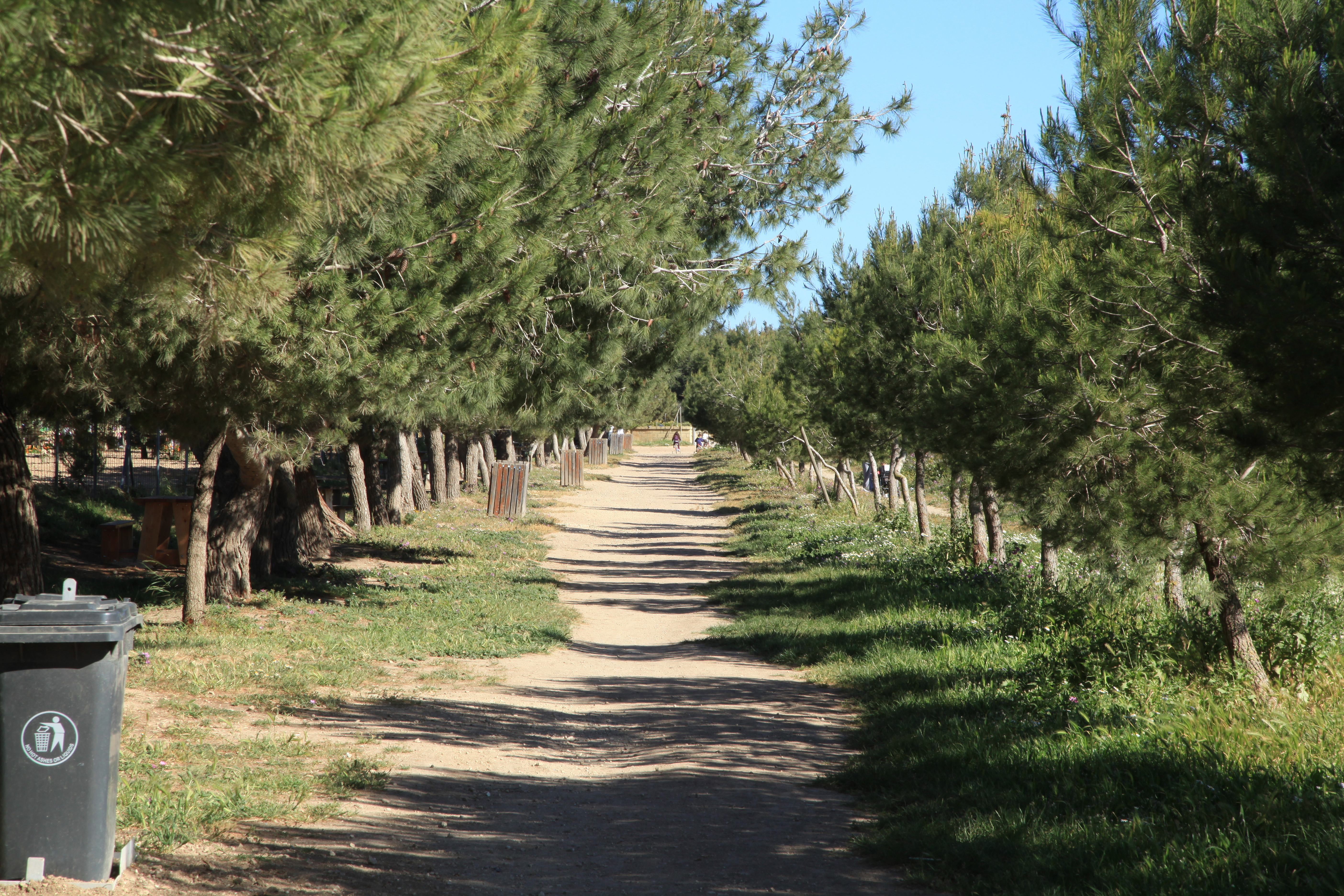
Park narodowy
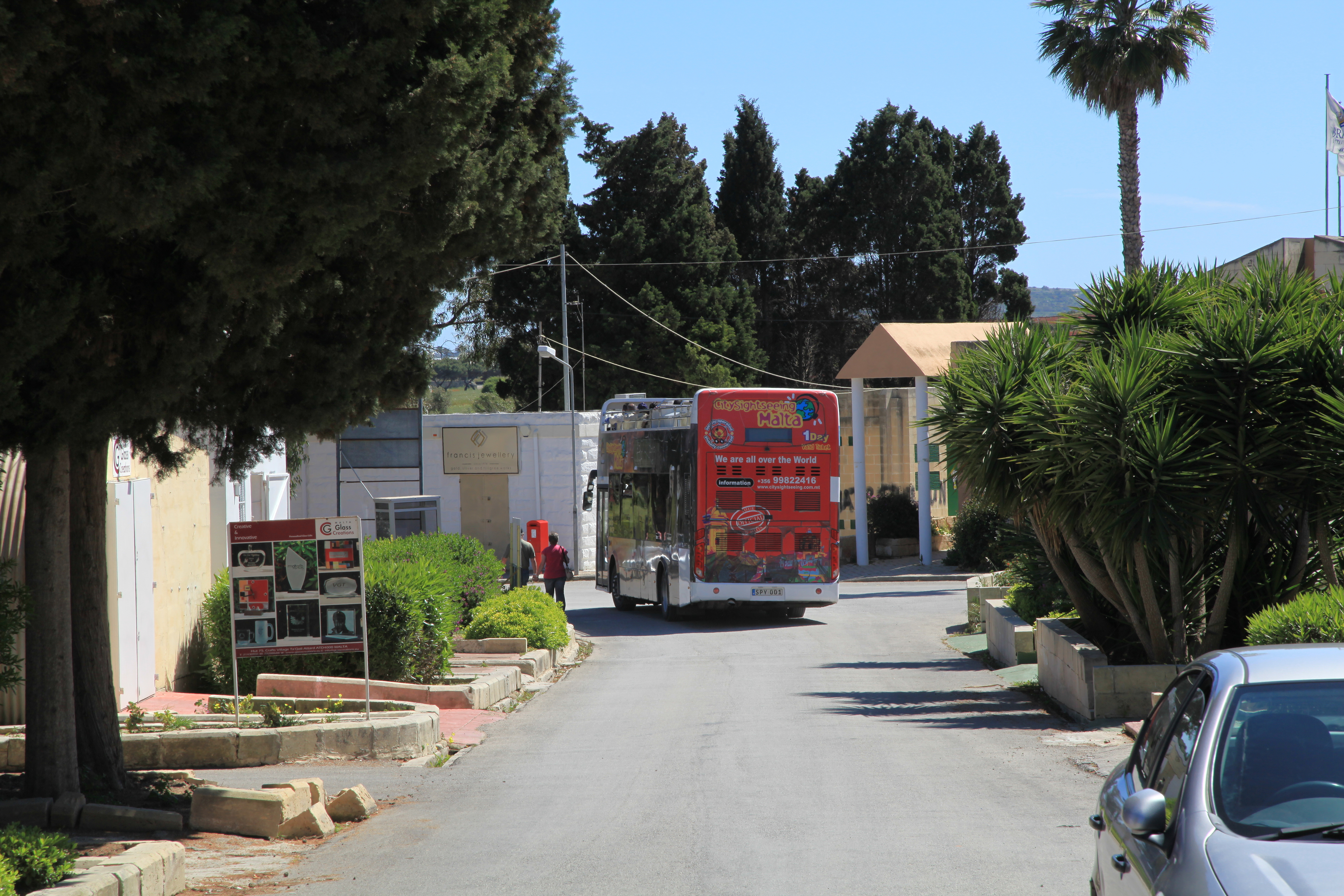
Bus turystyczny w Attard
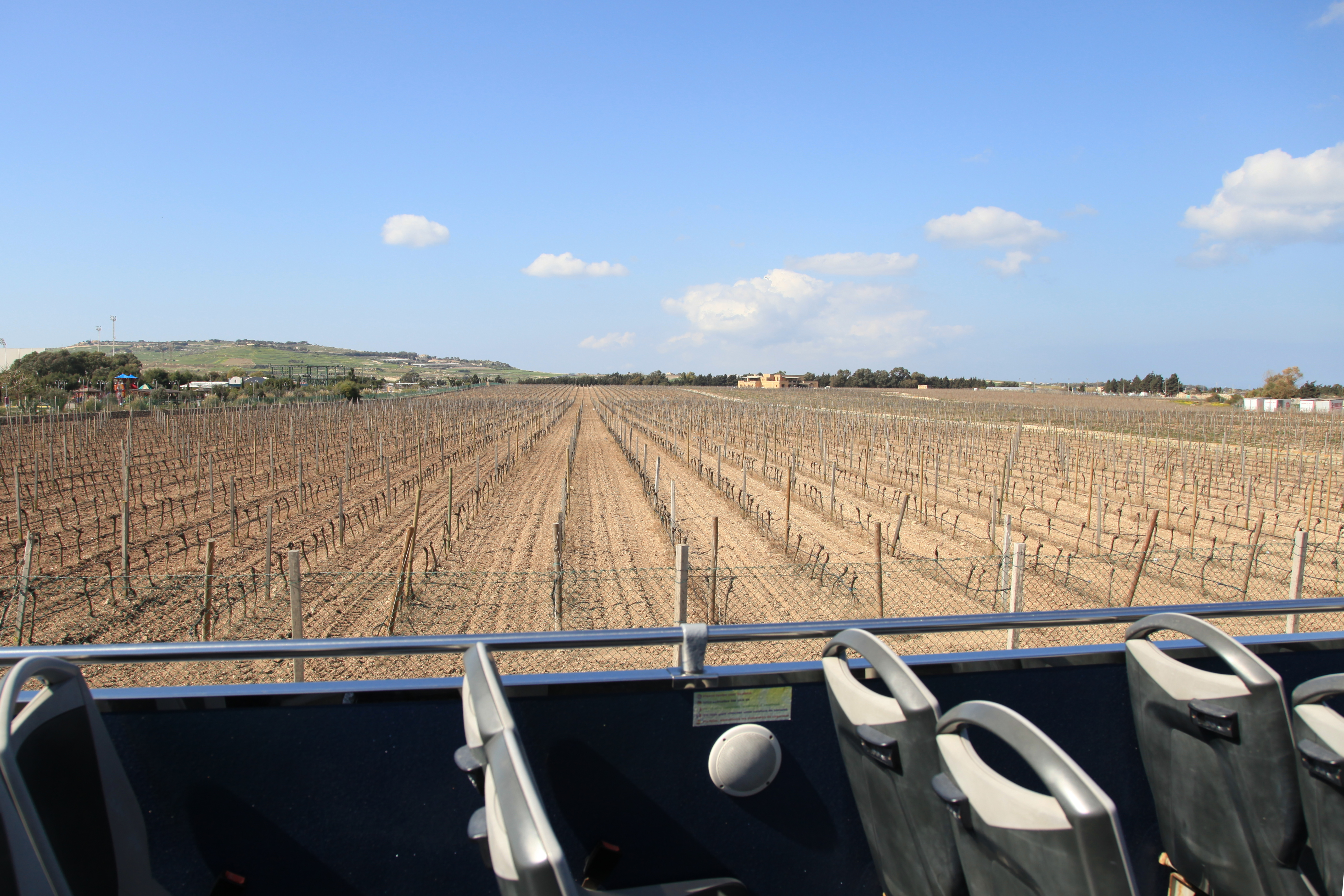
Meridiana Wine Estate, plantacja winogron

## Sport
W miejscowości funkcjonuje klub piłkarski Attard F.C. Powstał w 1974 roku. Obecnie gra w Maltese Second Division, trzeciej w hierarchii ligowej.